# Plays Music of Leonard Bernstein
Plays Music of Leonard Bernstein — студийный альбом британо-американской пианистки Мэриэн Макпартлэнд 1960 года, записанный при участии басиста Бена Такера и барабанщика Джейка Ханны. Для альбома пианистка выбрала композиции авторства Леонарда Бернстайна. Выпущен лейблом Time Records в серии Series 2000.

## Отзывы критиков
| Оценки критиков                   | Оценки критиков |
| Источник                          | Оценка          |
| --------------------------------- | --------------- |
| AllMusic                          | [ 1 ]           |
| Billboard                         | [ 2 ]           |
| The Encyclopedia of Popular Music | [ 3 ]           |

Рецензент журнала Billboard отметил особенную и интересную обработку мелодий Бернстайна, особенно выделив «Cool», «Tonight», «Maria» и «Lonely Town». В журнале Cash Box заявили, что Макпартлэнд с лёгкостью интерпретирует композиции Бернстайна, свободно импровизируя и создавая отличный звук и приятную музыку.

## Список композиций
1. «It’s Love» — 2:28
2. «Cool» — 2:55
3. «Lonely Town» — 3:10
4. «I Can Cook Too» — 3:17
5. «Tonight» — 3:18
6. «Somewhere» — 3:05
7. «Ya Got Me» — 1:55
8. «A Little Bit in Love» — 3:21
9. «Lucky to Be Me» — 2:57
10. «Some Other Time» — 3:01
11. «I Feel Pretty» — 3:05
12. «Maria» — 3:00

## Участники записи
- Мэриэн Макпартлэнд — фортепиано
- Бен Такер — басс
- Джейк Ханна — ударные
- Фрэнк Эбби — звукорежиссёр
- Джон Кью — звукорежиссёр
- Хэл Дьепол — мастеринг
- Карл Джефферсон — продюсер

Все данные взяты из примечаний к альбому.